# Photochemistry and Photobiology
Photochemistry and Photobiology (abrégé en Photochem. Photobiol.) est une revue scientifique bimestrielle à comité de lecture qui publie des articles dans le domaine de la photochimie.
D'après le Journal Citation Reports, le facteur d'impact de ce journal était de 2,413 en 2011. L'actuel directeur de publication est Jean Cadet (Commissariat à l'énergie atomique, Grenoble, France).